# Blake Schwarzenbach
Blake Schwarzenbach est un musicien américain, né le 20 mai 1967. Il est connu pour avoir été le chanteur et guitariste de Jawbreaker et de Jets to Brazil. 

## Biographie
Il a grandi à Santa Monica en Californie où il a connu Adam Pfahler, qui deviendrait le batteur de Jawbreaker. À partir de 1985, les deux jeunes gens partageaient la même chambre d'étudiant à New York University (NYU), où ils ont rencontré Chris Bauermeister avec qui ils ont fondé Jawbreaker. En 1988, Blake et Chris ont pris une année sabbatique pour rejoindre Pfahler, qui avait choisi de poursuivre ses études à UCLA, et Jon Liu, éphémère premier chanteur du groupe, en Californie, afin d'y enregistrer des démos. Le groupe se nommait alors Thump, puis Rise. C'est seulement après le départ de Liu à la fin 1988 que le trio s'est rebaptisé Jawbreaker.
Ayant déménagé à San Francisco en 1991, après que chacun eut terminé ses études, Jawbreaker s'est alors affirmé comme un groupe de premier plan de la scène de "Bay Area" et a sorti deux albums avant que Blake ne doive se faire opérer à la gorge de polypes en 1992, en plein milieu d'une tournée européenne. Sa voix, qui était jusque-là légèrement râpeuse, est devenue plus claire, à son grand étonnement, comme il le raconte lui-même : « It kind of screwed me up, because I was used to singing with this gravelly voice — due to my fucked-up throat — and then after the surgery my voice was suddenly all high and pristine. »
Jawbreaker sort son album culte Dear You en 1995, après avoir signé sur une major. Le trio se sépare peu de temps après, en 1996. 
En 1997, Blake forme un nouveau groupe, Jets to Brazil, au son indie plutôt éloigné du punk rock/pop punk de Jawbreaker, riche et complexe, mais dont les textes sont tout autant travaillés et qui surprend agréablement les fans. Chacun des trois albums de JTB, qui se sépare en 2003, est une nouvelle expérience qui plonge la scène en émoi, et fait naître des interrogations : est-ce le début du déclin ou bien un nouveau sommet ? 
Blake Schwarzenbach a gardé la réputation d'un compositeur surdoué, d'un excellent parolier, conteur d'histoires et poète. Il demeure une figure majeure de la scène indie et a exercé une influence sensible sur de nombreux groupes nés depuis 1990.
Blake Schwarzenbach occupe aujourd'hui un poste de professeur au Hunter College, à New York. Il reste cependant impliqué dans divers projets sociaux ou artistiques, et a notamment contribué à l'initiative Punk Voter pour laquelle il écrit un texte où il dit : « There has never been a better time to be artistically angry and full of love, if one can walk that uneasy line. »